# The Book of Souls
The Book of Souls е шестнадесети студиен албум на хевиметъл групата Iron Maiden, който е издаден на 4 септември 2015 г. от Parlophone Records. Това е първият двоен студиен албум на групата, както и най-дългия със своите малко над 92 минути.
Записан е в Guillaume Tell Studios, Париж, Франция, където през 2000 г. е записан и Brave New World. Излизането му е отложено до септември, поради лечението на Брус Дикинсън от рак на езика. Сингълът Speed of Light излиза на 14 август 2015 г. заедно с видеоклип. Empire of the Clouds е най-дългата песен на групата с дължина 18 минути.

## Състав
- Брус Дикинсън – вокали
- Ейдриън Смит – китара
- Дейв Мъри – китара
- Яник Герс – китара
- Стив Харис – бас, клавишни
- Нико Макбрейн – барабани

## Песни
| 1. | If Eternity Should Fail  | 8:28  |
| 2. | Speed of Light           | 5:01  |
| 3. | The Great Unknown        | 6:37  |
| 4. | The Red and the Black    | 13:33 |
| 5. | When the River Runs Deep | 5:52  |
| 6. | The Book of Souls        | 10:27 |

| 1. | Death or Glory        | 5:13  |
| 2. | Shadows of the Valley | 7:32  |
| 3. | Tears of a Clown      | 4:59  |
| 4. | The Man of Sorrows    | 6:28  |
| 5. | Empire of the Clouds  | 18:01 |

## Позиции в класациите

### Албум
| Класация                           | Позиция |
| ---------------------------------- | ------- |
| Belgian Albums (Ultratop Flanders) | 1       |
| Belgian Albums (Ultratop Wallonia) | 2       |
| Dutch Albums                       | 1       |
| German Albums                      | 1       |
| Hungarian Albums                   | 1       |
| Irish Albums                       | 2       |
| New Zealand Albums                 | 2       |